# Liste der Baudenkmäler in Untersiemau
Auf dieser Seite sind die Baudenkmäler in der oberfränkischen Gemeinde Untersiemau zusammengestellt. Diese Tabelle ist eine Teilliste der Liste der Baudenkmäler in Bayern. Grundlage ist die Bayerische Denkmalliste, die auf Basis des Bayerischen Denkmalschutzgesetzes vom 1. Oktober 1973 erstmals erstellt wurde und seither durch das Bayerische Landesamt für Denkmalpflege geführt wird. Die folgenden Angaben ersetzen nicht die rechtsverbindliche Auskunft der Denkmalschutzbehörde.

## Baudenkmäler nach Gemeindeteilen

### Birkach am Forst
| Lage                         | Objekt       | Beschreibung | Akten-Nr.     | Bild         |
| ---------------------------- | ------------ | --- | ------------- | ------------ |
| Siemauer Straße 2 (Standort) | Walmdachhaus | Walmdachhaus, Fachwerk, zum Teil Verschieferung in deutscher Schablone mit Spuren von Bemalung, Ende 18./Anfang 19. Jahrhundert | D-4-73-170-11 | Walmdachhaus |

### Haarth
| Lage                              | Objekt             | Beschreibung                                     | Akten-Nr.     | Bild               |
| --------------------------------- | ------------------ | ------------------------------------------------ | ------------- | ------------------ |
| Triebsdorfer Straße 12 (Standort) | Altes Gemeindehaus | Walmdachbau mit Firstreiter, 18./19. Jahrhundert | D-4-73-170-12 | Altes Gemeindehaus |

### Meschenbach
| Lage                           | Objekt          | Beschreibung | Akten-Nr.     | Bild         |
| ------------------------------ | --------------- | --- | ------------- | ------------ |
| Bamberger Straße 3 (Standort)  | Villa           | Malerische Neurenaissance-Villa, Erker bezeichnet 1896 | D-4-73-170-13 | Villa        |
| Bamberger Straße 5 (Standort)  | Gasthaus        | Giebelhaus, verschiefert in deutscher Schablone, Wirtshausschild, 18. Jahrhundert | D-4-73-170-14 | Gasthaus     |
| Bamberger Straße 8 (Standort)  | Fachwerkhaus    | Fachwerkhaus, zum Teil verschiefert, 17./18. Jahrhundert, jüngeres massives Erdgeschoss | D-4-73-170-15 | Fachwerkhaus |
| Bamberger Straße 10 (Standort) | Mansarddachhaus | Mansarddachhaus, Erdgeschoss massiv, Fachwerkobergeschoss, 18. Jahrhundert | D-4-73-170-16 | BW           |
| Sog (Standort)                 | Eselsbrücke     | Die Hausteinbogenbrücke wurde 1776 als Ersatz für eine Holzkonstruktion errichtet. Sie spannt über die Itz und verbindet Meschenbach mit Haarth. Da sie auf dem sogenannten Eselsweg lag, hat sie im Volksmund den Namen Eselsbrücke. Die Brücke, welche auf dem Bild zu sehen ist, ist mittlerweile abgerissen und durch eine neue ersetzt worden. | D-4-73-170-17 | Eselsbrücke  |

### Obersiemau
| Lage                       | Objekt       | Beschreibung                                                                                         | Akten-Nr.     | Bild         |
| -------------------------- | ------------ | --- | ------------- | ------------ |
| Bucher Straße 3 (Standort) | Fachwerkhaus | Zweigeschossiges, verschiefertes Fachwerkhaus mit Halbwalmdach und Freitreppe, Mitte 19. Jahrhundert | D-4-73-170-27 | Fachwerkhaus |

### Scherneck
| Lage                                      | Objekt                              | Beschreibung | Akten-Nr.     | Bild           |
| ----------------------------------------- | ----------------------------------- | --- | ------------- | -------------- |
| Alte Schloßstraße 8 (Standort)            | Fachwerkhaus                        | Zweigeschossiges Fachwerkhaus mit Satteldach, um 1700.                                                                   | D-4-73-170-28 | BW             |
| Alte Schloßstraße 9 (Standort)            | Schloss                             | Mansarddachbau, viertes Viertel 18. Jahrhundert; gegenüber zugehöriger Schlossgarten mit Terrassen, Ende 18. Jahrhundert | D-4-73-170-18 | Schloss        |
| Hauptstraße 8; Nähe Uferstraße (Standort) | Evangelisch-lutherische Pfarrkirche | Chorturmkirche, 1706; mit Ausstattung; Kirchhofmauer                                                                     | D-4-73-170-19 | weitere Bilder |
| Hauptstraße 23 (Standort)                 | Fachwerkhaus                        | Erdgeschossiges Fachwerkhaus, 17./18. Jahrhundert                                                                        | D-4-73-170-20 | Fachwerkhaus   |
| Hirtengasse 1 und 1a (Standort)           | Wohnstallhaus                       | Wohnstallhaus, Fachwerk, Keller zum Teil massiv bezeichnet 1676, 1770 und 1802                                           | D-4-73-170-21 | Wohnstallhaus  |
| Uferstraße 4 (Standort)                   | Carl-Mühle                          | dreigeschossiger Walmdachbau, Erdgeschoss Sandsteinquader, Obergeschosse Fachwerk, teilverschiefert, 1832                | D-4-73-170-29 | Carl-Mühle     |

### Stöppach
| Lage                     | Objekt             | Beschreibung                                                        | Akten-Nr.     | Bild               |
| ------------------------ | ------------------ | ------------------------------------------------------------------- | ------------- | ------------------ |
| Denkmalsweg 2 (Standort) | Altes Gemeindehaus | Altes Gemeindehaus, Fachwerk mit Firstreiter, Mitte 18. Jahrhundert | D-4-73-170-23 | Altes Gemeindehaus |

### Untersiemau
| Lage                                       | Objekt                              | Beschreibung | Akten-Nr.     | Bild           |
| ------------------------------------------ | ----------------------------------- | --- | ------------- | -------------- |
| im Garten von Coburger Straße 8 (Standort) | Denkmal                             | Denkmal, klassizistische Vase mit Reliefs, 1806 | D-4-73-170-7  | BW             |
| Pyramidenweg/Coburger Straße (Standort)    | Denkmal                             | Die dreiseitige Pyramide wurde am 24. April 1799 anlässlich der goldenen Hochzeit von Herzog Ernst Friedrich und Herzogin Sophie errichtet. | D-4-73-170-8  | Denkmal        |
| Coburger Straße (Standort)                 | Denkmal                             | Das Denkmal erinnert an den Polizeikommandanten Herrmann Scheler, den am 2. Februar 1928 der 26-jährige Raubmörder Johann Hein aus Düsseldorf erschossen hatte. | D-4-73-170-10 | Denkmal        |
| Kirchplatz 4 (Standort)                    | Evangelisch-lutherische Pfarrkirche | Ostturm um 1500, Langhaus modern; mit Ausstattung | D-4-73-170-1  | weitere Bilder |
| Friedhof (Standort)                        | Kriegerdenkmal                      | Kriegerdenkmal um 1920. | D-4-73-170-9  | Kriegerdenkmal |
| Leopoldstraße 11 (Standort)                | Walmdachbau                         | Walmdachbau, im Kern Fachwerkbau, 18. Jahrhundert | D-4-73-170-2  | Walmdachbau    |
| Leopoldstraße 12 (Standort)                | Unteres Schloss                     | rechteckiger Bau mit zwei Rundtürmen: Torturm und Mauern gegen das Dorf, im Kern Bau des 13. Jahrhunderts, im 17. und 18. Jahrhundert im Wesentlichen erbaut, im frühen 20. Jahrhundert von H. von Schroedel-Siemau nach Plänen von Bodo Ebhardt neugestaltet; mit Ausstattung; Nebengebäude, Sandstein und Fachwerk, um 1830 | D-4-73-170-3  | weitere Bilder |
| Lichtenfelser Straße 3 (Standort)          | Bauernhaus                          | Spätbarockes Bauernhaus, bezeichnet 1837; Fachwerkscheune, bezeichnet 1824 | D-4-73-170-4  | Bauernhaus     |
| Lichtenfelser Straße 10 (Standort)         | Oberes Schloss                      | Bau des 16. und 17. Jahrhunderts mit Treppenturm | D-4-73-170-5  | weitere Bilder |
| Seifengasse 1 (Standort)                   | Brandnershaus                       | Fachwerkhaus, Obergeschoss vorkragend, 17./18. Jahrhundert, vermutlich später aufgestockt; Fachwerkscheune | D-4-73-170-6  | Brandnershaus  |

### Weißenbrunn am Forst
| Lage                         | Objekt  | Beschreibung | Akten-Nr.     | Bild    |
| ---------------------------- | ------- | --- | ------------- | ------- |
| Seewiesenstraße 4 (Standort) | Schloss | Grundmauern des ehemaligen Schlosses erhalten; große Scheune, stattlicher Walmdachbau mit Wappenreliefs, bezeichnet 1705; weitere Mauerreste an der Straße nach Meschenbach | D-4-73-170-24 | Schloss |

### Ziegelsdorf
| Lage                             | Objekt    | Beschreibung | Akten-Nr.     | Bild      |
| -------------------------------- | --------- | --- | ------------- | --------- |
| Gossenberger Straße 1 (Standort) | Schloss   | ehemaliges Herrenhaus des Gutshofs, Satteldachbau mit Treppengiebeln und Zwerchhaus, im Kern Bau des 16. bis 18. Jahrhunderts, zweite Hälfte 19. Jahrhundert neugotisch umgestaltet; Park mit älterem Baumbestand und Buchenheckeneinfriedung, 1895 | D-4-73-170-25 | Schloss   |
| Gossenberger Straße 5 (Standort) | Gutshof   | Gutshof, zweigeschossiges Verwaltungs- und Wohngebäude, Sandsteinquader mit Fachwerkobergeschoss, Stallungen, Scheunen und Remisengebäude, Ziegel und Fachwerk, 1895 | D-4-73-170-30 | Gutshof   |
| Schafholz (Standort)             | Mausoleum | Das Mausoleum Ziegelsdorf ist die Begräbnisstätte des Freiherrn Hans Georg Friedrich Werner von Seebach, die 1897, zwei Jahre nach seinem Tod, fertiggestellt war. Die Grabeskirche ist als neuromanischer Zentralbau gestaltet und hat einen Kreuzformgrundriss. Den oberen Abschluss des Bauwerks bildet eine Kuppel, die von einer achtseitigen, pavillonartigen Laterne gekrönt wird. In der Kirche steht eine lebensgroße Marmorstatue, die Christus, segnend die Arme über den Sarkophag ausbreitend, darstellt, ein Werk des Coburger Künstlers August Sommer. | D-4-73-170-26 | Mausoleum |
| Ziegelsdorfer Mühle 1 (Standort) | Wohnhaus  | Wohnhaus, eingeschossig, Fachwerk, Satteldach, um 1900. | D-4-73-170-32 | Wohnhaus  |